# سنجاب زمینی بی‌نواره
سنجاب زمینی بی‌نواره (نام علمی: Xerus rutilus) نام یک گونه از سرده سنجاب زمینی آفریقایی است.